# Heinrich Schmidhuber
Heinrich Schmidhuber (* 21. Februar 1936 in Freyung; † 28. August 2023) war ein deutscher Bankmanager, Politiker und Fußballfunktionär. Als Abgeordneter der CSU gehörte er von 1970 bis 1978 dem Bayerischen Landtag an. Von 1998 bis 2004 diente er als Präsident des Bayerischen Fußball-Verbandes (BFV). Vom 23. Oktober 2004 bis 26. Oktober 2007 war Schmidhuber als Schatzmeister Mitglied im Präsidium des Deutschen Fußball-Bundes (DFB).

## Ausbildung und Beruf
Schmidhuber wuchs während des Zweiten Weltkriegs im Bayerischen Wald auf. Von 1942 bis 1949 besuchte er die Volksschule in Freyung. Danach wechselte er an die Städtische Wirtschaftsaufbauschule in Passau, die er 1952 mit der Mittleren Reife abschloss. Bei der Kreissparkasse Wolfstein absolvierte er eine dreijährige Lehre zum Bankkaufmann. Nach der Prüfung für den gehobenen Sparkassendienst übernahm er 1961 die Leitung der Zweigstelle der Sparkasse in Waldkirchen (bis 1970) und war von 1978 bis 1986 Direktor der Sparkasse Freyung-Grafenau. Von 1986 bis 1993 war er Direktor der Sparkasse Landshut, außerdem gleichzeitig Obmann des Sparkassenbezirksverbands Niederbayern und Mitglied des Fachbeirats des Bayerischen Sparkassen- und Giroverbands. Schließlich war er von 1993 bis 2000 als Geschäftsführender Präsident an der Spitze des Sparkassenverbandes Bayern tätig.

## Politik
Neben seiner beruflichen Karriere engagierte Schmidhuber sich ab Anfang der 1960er Jahre auch politisch. Er trat 1963 in die CSU ein und übernahm in deren Jugendorganisation Junge Union zunächst das Amt des Kreisvorsitzenden im Landkreis Wolfstein, später von 1967 bis 1970 das des Bezirksvorsitzenden in Niederbayern. 1966 wurde er mit seiner Wahl in den Wolfsteiner Kreistag erstmals mit einem politischen Mandat betraut. 1969 folgte die Wahl zum 1. Bürgermeister der Marktgemeinde Waldkirchen und nach den Landtagswahlen am 22. November 1970 zog er erstmals als Abgeordneter in den Bayerischen Landtag ein, dem er bis zu seinem vorzeitigen Ausscheiden am 14. März 1978 angehörte. Unter seinem Bestreben wurde 1972 der Markt Waldkirchen zur Stadt erhoben.

## Fußball
Schmidhubers privates Interesse galt stets dem Fußball. Von 1964 an war er in verschiedenen Positionen auf Kreis- und Bezirksebene für den Bayerischen Fußball-Verband (BFV) tätig. Nach dem erzwungenen Rücktritt von Ernst Knoesel infolge der Finanzaffäre um die Sportschule Oberhaching wurde Schmidhuber 1998 zum Präsidenten des BFV gewählt. In den sechs Jahren seiner Präsidentschaft führte er den Verband wieder in ruhigeres Fahrwasser und wurde nach seinem Rücktritt zu dessen Ehrenpräsidenten gewählt. Im Sommer 2004 profilierte er sich als entschiedener Befürworter des Rücktritts von DFB-Präsident Gerhard Mayer-Vorfelder und Unterstützer von dessen Gegenkandidaten Theo Zwanziger. Beim DFB-Verbandstag am 23. Oktober 2004 wurde er nach der Wahl Zwanzigers zum Präsidenten als dessen Nachfolger in das Amt des Schatzmeisters gewählt. In dieser Funktion gehörte er unter anderem dem Organisationskomitee für die Fußball-Weltmeisterschaft 2006 an. Auf dem DFB-Bundestag in Mainz am 26. Oktober 2007 ist er nach Erreichen der Altersgrenze aus dem Präsidium des DFB ausgeschieden. Stattdessen übernahm er Aufgaben im Kuratorium der Sepp-Herberger-Stiftung sowie der Kulturstiftung des DFB.

## Auszeichnungen
Für seine zahlreichen Verdienste für den Fußballsport, sein Engagement in sozialen Bereichen, der Kommunalpolitik und im Sparkassenwesen sowie seiner Mitwirkung an der Gestaltung der erfolgreichen WM 2006 wurde Schmidhuber am 1. April 2007 mit dem Großen Bundesverdienstkreuz ausgezeichnet; das Bundesverdienstkreuz 1. Klasse hatte er bereits 1993 erhalten. Er ist seit 1996 Ehrenbürger der Stadt Waldkirchen und erhielt im gleichen Jahr den Bayerischen Verdienstorden.
Schmidhuber erhielt außerdem die Ehrennadel in Gold mit silbernem Lorbeerblatt des Bayerischen Landessportverbandes (2000) und den Sportpreis des Bayerischen Ministerpräsidenten (2003). Er ist erster Ehrenpräsident des Bayerischen Fußballverbandes (2004) und Ehrenmitglied des Deutschen Fußball-Bundes.